# Киинск
Киинск — село в районе имени Лазо Хабаровского края. Входит в состав Черняевского сельского поселения.

## География
Село Киинск стоит на левом берегу реки Кия.
Автомобильная дорога к селу Киинск идёт на запад от районного центра посёлка Переяславка через сёла Гродеково и Могилёвку. Расстояние до Переяславки около 18 км.
От Киинска на запад идёт дорога к селу Черняево и далее к российско-китайской границе.

## Население
| 2002 | 2010 | 2011 | 2012 | 2021 |
| ---- | ---- | ---- | ---- | ---- |
| 706  | ↘580 | ↘579 | ↘545 | ↘435 |

## Улицы
| - ул. 40 лет Победы, - ул. 70 лет Октября, - ул. Комсомольская, - ул. Лесная, - ул. Набережная, | - ул. Первомайская, - ул. Пограничная, - ул. Полевая, - ул. Совхозная, - ул. Стрельникова. |

## Экономика
Жители занимаются сельским хозяйством.